# Turksib (film)
Turksib (ros. Турксиб) – radziecki film niemy z 1929 roku w reżyserii Wiktora Turina zrealizowany na podstawie scenariusza Wiktora Szkłowskiego i Aleksandra Maczereta o budowie kolei żelaznej, łączącej Syberię z Azją Środkową.
Turksib to wielki reportaż z budowy linii kolejowej TURKiestan-SYBeria, nie tylko udramatyzowany ale i pełen wspaniałych rozwiązań plastycznych. Doskonale pokazano problem, wybór argumentów geograficznych i gospodarczych opowiadających się za budową kolei. Według niektórych historyków kina film ten dał początek dojrzałemu dokumentowi ekranowemu nie tylko w ZSRR.

## Opis
Film opowiada o budowie Kolei Turkiestańsko-Syberyjskiej i jej roli w rozwoju regionu Siedmiorzecza.